# Баховица
Ба̀ховица е село в Северна България. То се намира в община Ловеч, област Ловеч на около 6 километра северно от град Ловеч.

## География
Баховица се намира в умерения климатичен пояс. През зимата е доста студено и падат обилни снеговалежи. Пролетта се характеризира със сравнително умерени температури и дъждове. През лятото и особено през юли, температурите достигат до 35 – 40 С. Най-хубавият сезон е есента, когато се прибира богатата реколта от плодородната черноземна почва.

## История
Село Баховица е основано през Средновековието в един район, населяван от дълбока древност. При преселението си на Балканския полуостров, българите се установяват и в Ловешко, като Баховица е едно от селата, които са изпълнявали ролята на земеделски хинтерланд към крепостта Ловеч. Името на селото произлиза от думата „бал“, която от турски език означава „мед“, съответно Баховица означава Медовница. Село с подобно название е село Бахалин, община Сливница, Софийска област.
Кмет на Баховица при първото освобождение на Ловеч от османска власт е бил Атанас Пелов Латев. Той посрещнал възторжено руските войници. В къщата си е подслонил двама руски и един румънски офицер, като богато е гощавал и техните войници, които са били настанени в хамбара и плевнята. Атанас е имал в двора на къщата си казан за ракия и е варил ракията на цялото село, както и на хора от околните села и гр. Ловеч. Имал е малко дюкянче на покрития мост в Ловеч и там е продавал вино и ракия. Обесен е от турците, след повторното им завръщане в града и околните села, в средата на юли 1877 г. в Ловеч, в двора на „Харманската“ църква (тогава в Ловеч е имало 7 православни църкви), заедно с други свободолюбиви граждани. Това е станало в периода между двете освобождения на Ловеч от османска власт (юли и 22 август 1877 година).
Кмет на Баховица по време на Втората световна война е Трифон Стоянов от Голяма Желязна. Когато на 9 септември 1943 година партизаните превземат селото и изгарят архивите и нарядните книги на кметството, той се укрива при Пена Тончева от Баховица и така избягва саморазправа с него. След 9 септември 1944 г. той е сменен на кметския стол от тричленка – Генчо Вълчев – БКП, Стоян Нанков – Маджара и Бочо Тотев – и двамата от БЗНС. След тях последователно кметове на селото стават – Генчо Вълчев, Христо Ботев Тотев, Петко Тонов, Иван Стоянов, Стойчо Колев, Иван Марков, Петко Мончев, Тодор Марков, Тодор Стоянов, Петър Генов, Калин Кръстев, Иваничка Иванова.
През 1958 г., на 14 февруари, Тодор Живков и Антон Югов (тогава министър-председател на НРБ) огласяват в лозята на с. Баховица Указа на Президиума на Народното събрание празника Трифон Зарезан да стане национален професионален празник на лозарите и винопроизводителите в България. След настъпилите демократични политически и икономически промени в страната през 1989 г. и преместването на християнския празник Трифон Зарезан на 1 февруари, потомствените лозари и винари в България и днес празнуват на 14 февруари.

## Население
Преброяване на населението през 2011 г.
Численост и дял на етническите групи според преброяването на населението през 2011 г.:
|                     | Численост | Дял (в %) |
| Общо                | 969       | 100.00    |
| Българи             | 801       | 82.66     |
| Турци               | 6         | 0.61      |
| Цигани              | 89        | 9.18      |
| Други               | 3         | 0.30      |
| Не се самоопределят | 3         | 0.30      |
| Неотговорили        | 67        | 6.91      |

## Културни и природни забележителности
- Индустрия

В село Баховица се произвеждат автомобилите по лиценз на китайската фирма GREAT WALL от Завод за автомобили - Ловеч.

## Обществени институции
Читалище „Напредък“ с. Баховица – Ловешка област
Читалище „Напредък“ в с. Баховица е основано през 1920 г. През 2005 г. е честван 85-годишен юбилей. Винаги в него се е развивала богата и разнообразна културна дейност. От всички колективи най-ярко се откроява женската група за автентичен фолклор, която повече от 22 г. взема участие в местни, общински и национални празници, събори и фестивали – в Ловеч, Черни Вит, Балканфолк – Велико Търново, Тетевен, Копривщица.
Създадена е и детска група за автентичен фолклор, която е участник още от Първия детски международен фестивал в Тетевен и винаги е награждавана с грамоти. С нея се подготвят и обичаите „Лазаруване“, „Коледуване“, „Ладуване“, „Гергьовска люлка“, „Зажънване“. Женската и детска вокални групи вземат активно участие във всички празници в селото. През 2006 г., по инициатива на читалищното настоятелство, при извора на река „Чернялка“ в село Търнене, се събират всички читалища от селата, където тя преминава – Николаево, Ласкар, Ралево, Къртожабене, Тодорово, Горталово и всяко се изявява с програма.
Групата за стари шлагери участва с богат репертоар в „Балканфолк – Велико Търново“, „На гости на бяло сладко – Ловеч“, „Златна сватба“, и в други населени места. Към читалището функционира естрадно-сатиричен състав и танцов състав, който участва в програмите на читалището с различни хора и постановки.
От театралния колектив са поставяни много пиеси – „Чуден човек“, „Хан Татар“, „С жените шега не бива“, „Вражалец“, „Женско царство“ и др. Поставени са и едноактни пиеси – „Тако и Вако“, „Боко и Бонбончето“, „Под читалищния покрив“ и др.
В читалището има изложба от картините на местния художник Георги Ковачев, както и изложбите „Игрите на моята баба и дядо“ и „Етнографска изложба“. В читалището са съхранени и идентичните записи на автентичните песни.
Разнообразна е дейността на библиотеката, която наброява 8948 тома. В нея винаги има различни кътове – на нови книги, на дарителя, на бележити дати и кръгли годишнини на писатели. Тук се драматизират и приказки – „Мимето“, „Сливи за смет“, „Дядо и внуче“ и др. Правят се и изложби на детски рисунки, на мартенички, на великденски яйца.

## Редовни събития
Празник на селото (събор) бил Великден. През 1930-те години, на един от съборите в селото, станало голямо сбиване, при което бил убит един човек, а десетки други – ранени и контузени. Активно участие в сбиването имал Петър Атанасов Пелов, син на някогашния кмет на селото. След това, с указ на цар Борис III, съборът на Баховица е забранен. След демократичните промени, извършени в страната през 1989 г., празникът на селото се провежда последната събота на август.

## Личности
Изявили се личности от село Баховица са: Георги Ковачев-Гришата – художник, Д-р арх. Вероника Лазарова – Доктор на архитектурните науки, преподавател в УАСГ – София, поет и художник, Найден Цветков – инженер лесовъд, Мончо Цанов Николов – учител, Йонка Тодорова Николова – учителка, Николай Цанов Николов – дългогодишен преподавател, Петко Деребиев – учител и директор на местното училище „Христо Ботев“, Петко Рачев – учител и директор, Райна Мичева – учител и директор, Стела Бочева – журналист, Сандю Иванов Бешев – доцент, заслужил майстор на спорта, дългогодишен преподавател в катедра „Физическо възпитание и спорт“ към Аграрния университет в Пловдив. Автор на 20 книги, десетки научни трудове и стотици статии. Изкачил е над 500 върха в Европа, Азия и Южна Америка, сред тях са и 15 премиерни изкачвания, Вътю Богданов - краевед, автор на няколко книги за Баховица.
Основател и първи председател на ТКЗС (днес кооперация) в с. Баховица е Лазар Ценов – Бербера, а изявени ръководители през годините са Гено Петров, Георги Христов, Величка Цалова – ръководител на бригадата „Георги Иванов“, Веселин Ботев Вътев, Борис Веселинов Ботев. В село Баховица са родени и много старши и висши офицери. По време на царство България, а след това и участник в Отечествената война е старши лейтент Йото Чорбаджийски. Първият, произведен в офицерско звание след войната от с. Баховица, е лейтенант Петър Лазаров Петров, който по-късно е командирован в Трудова повинност (Строителни войски) и като такъв участва в изграждането на военното летище в Граф Игнатиево, военното летище в град Балчик, пограничния кльон в град Малко Търново, завода за цимент в село Златна Панега, водопровода от с. Черни Осъм – Троянско, през град Ловеч и с. Баховица – до гр. Плевен, изграждането на корекцията на река Осъм в района на Ловеч, строителството на Окръжна болница – Ловеч. След пенсионирането си е произведен в чин полковник. Известни са още офицерите от БНА и МВР – полковник Стоян Ботев Тотев, полковник Георги Христов, полковник Христо Тодоров – Бебчо, полковник Христо Стоянов, полковник Йото Вътев, полковник Стоян Вътев Николов, завършилият Военна Академия в София и бивш преподавател в НШЗО „Христо Ботев“-Плевен о.р. подполковник Петко Ботев Христов и о.р. подполковник Петко Йорданов Йотов.
Изявени демократи – дейци на Български земеделски народен съюз - Никола Петков от селото са Христо Тотев – Горския, Цано Николов Цандев, Цано Петков и Вълчо Тодоров Гешев.